# Willy Thulin
Wilhelmina "Willy" Thulin, senare Sandberg, född 26 oktober 1889 i Uppsala, död 3 maj 1967 i Stockholm, var en svensk simhoppare. Hon deltog i raka hopp vid Olympiska sommarspelen 1912 i Stockholm.
Hon var syster till Vera Thulin som deltog i frisim i samma OS.